# І досі сниться: під горою…
«І досі сниться: під горою…» — вірш Тараса Шевченка, написаний ним 1850 року в Оренбурзі.

## Написання
Збереглося кілька автографів вірша: чистовий автограф у «Малій книжці»; чистовий автограф у «Більшій книжці». Автографи не датовані.
Вірш датується дослідниками за місцем автографа у «Малій книжці» серед творів 1850 року (під № 12 у третьому зшитку за 1850 рік) та часом перебування Шевченка в Оренбурзі взимку й навесні 1850-го, до арешту 23 квітня, орієнтовно: січень — квітень 1850 року, та місцем написання — Оренбург.
Найраніший відомий текст — автограф у «Малій книжці», куди вірш переписано, ймовірно, на початку 1850 року, не пізніше дня арешту поета 23 квітня, з невідомого автографа. В тексті наявна значна авторська правка. У 1858 році, не раніше 18 березня й не пізніше 22 листопада, Шевченко переписав вірш з деякими виправленнями, особливо наприкінці твору, до «Більшої книжки», текст якої остаточний.

## Публікація
Вперше вірш надруковано в журналі «Основа» 1861 року (№ 11 — 12, стор. 3 — 4) за «Більшою книжкою»; рядок 22 поданий так: «І сам пішов опочивати», що збігається зі списком Г. Н. Мордовцевої.
Вперше вірш введено до збірки творів у виданні: «Кобзарь Тараса Шевченка / Коштом Д. Е. Кожанчикова» 1867 року (СПб., стор. 424, за першодруком).
З «Більшої книжки» твір переписано до списку невідомої особи з окремими, за свідченням О. Я. Кониського, виправленнями Шевченка кінця 1850-х років, що належав Л. М. Жемчужникову й тепер не відомий. Подані з нього фрагменти відповідають тексту «Більшої книжки».

## Сюжет
Зміст вірша — вимріяна поетом картина щасливого життя селянської родини. За Є. О. Ненадкевичем, у вірші розкривається те «ясне, чисте, добре, що є в народному житті, в красі родинного щастя». Але такого життя за умов самодержавства немає, про нього поетові лише «досі сниться». Це — мрія Шевченка і водночас образне узагальнення його роздумів над народними ідеалами, мораллю і психологією. 

## Музика
Твір поклав на музику Я. Д. Ярославенко.